# Бух-Гол
Бух-Гол или Бухы́н-Гол (Буха́йн-Гол, Бухахэ́; кит. упр. 布哈河) — река в китайской провинции Цинхай, крупнейшая река, впадающая в озеро Кукунор на высоте 3199 м над уровнем моря.
Длина реки составляет около 250 км. Площадь бассейна — около 15 тысяч км².
Исток реки находится в уезде Тяньцзюнь на южных склонах хребта Шулэнаньшань. Верховье в глубоком и узком ущелье, нижнее течение разветвлено на рукава и протоки в широкой долине. Генеральным направлением течения реки является юго-восток. Крупнейший населённый пункт на реке — Тяньцзюнь.